# 特種救援隊
公路及鐵路拯救專隊（英文：Rail and Railway Rescue Team，縮寫：RRRT），2023年前稱特種救援隊，隸屬於香港消防處，負責處理坍塌搜索及拯救、攀山拯救、高空拯救、密閉空間、急流拯救及交通意外等重大事故中的救援任務。

## 組織
公路及鐵路拯救專隊由一名消防區長領導，轄下設有坍塌搜救專隊及高空拯救專隊等，由消防人員和救護人員組成，僅在有需要時才會集合，崗位屬於兼任職務。

## 歷史
為了應付香港回歸後多項基礎設施的建設落成後，發生嚴重事故以至災難性意外的可能性，特種救援隊於2000年成立，並於2023年改稱公路及鐵路拯救專隊。
2009年12月11日，特別救援隊更改名稱為特種救援隊。

## 遴選訓練
投考加入特種救援隊的人員必須擁有7年駐守於前線崗位的經驗，體能必須達至3級別中最高的1A級，包括於21分鐘完成4,800米長的跑步路徑等。
成功通過考核的人員，需要接受為期25日的專業訓練，包括為期9日的惡劣環境下行動、為期3日的倒塌環境下行動、化學品洩漏處理、為期4日的狹窄空間內行動、為期5日的郊野公園內行動、為期4日的水底下行動及評估災難形勢等。特種救援隊的部分人員曾被處方派往英國及澳洲等接受搜救特別訓練。隊中的救護人員則需要接受為期3日的專業訓練，包括基本搜索及拯救、黑暗中搜索、入屋拯救、對呼吸輔助器、工具及機械的認識及運用、繩結、實用消防學、急流拯救及基本拯溺訓練等等。

## 裝備
- 盔

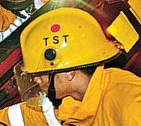
兼任特種救援隊身份的消防頭盔上有紅色圓形標誌。

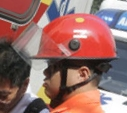
兼任特種救援隊身份的救護頭盔上有黃色圓形標誌。

  - MSA F1 Helmet：配備護目罩，消防人員標準配備；黃色底色、兩邊職級標誌上方有紅色圓形標誌；如特種救援隊消防人員同時持有先遣急救員資格，紅色圓形內有藍色十字標誌。
  - Pacific Helmet R3V4：配備護目罩，救護人員標準配備；紅色底色、兩邊職級標誌上方有黃色圓形標誌。
  - Petzl VERTEX VENT：消防人員的額外配備，黃色底色、盔上有兩條紅色條紋。
- 制服：一般穿着三級制服或者事故現場制服（以耐磨布料連身衣設計）。
- 攝像機
- 通話器
- 重型油壓切割器，可以切割混凝土與牆壁。
- 重型手提式油壓鑽機，可以切割混凝土與牆壁。[5]
- 重型爆破工具
- 電子搜索儀器
- 強力承重支撐系統[6][7]

## 重大事件
- 汶川大地震
- 2009年環球貿易廣場致命工業意外
- 馬頭圍道唐樓倒塌事件

## 以特種救援隊為題材的作品
- 《救火英雄》（2014年）
- 《跳躍生命線》（2018年）